# Brucknerstraße 29 (Weimar)

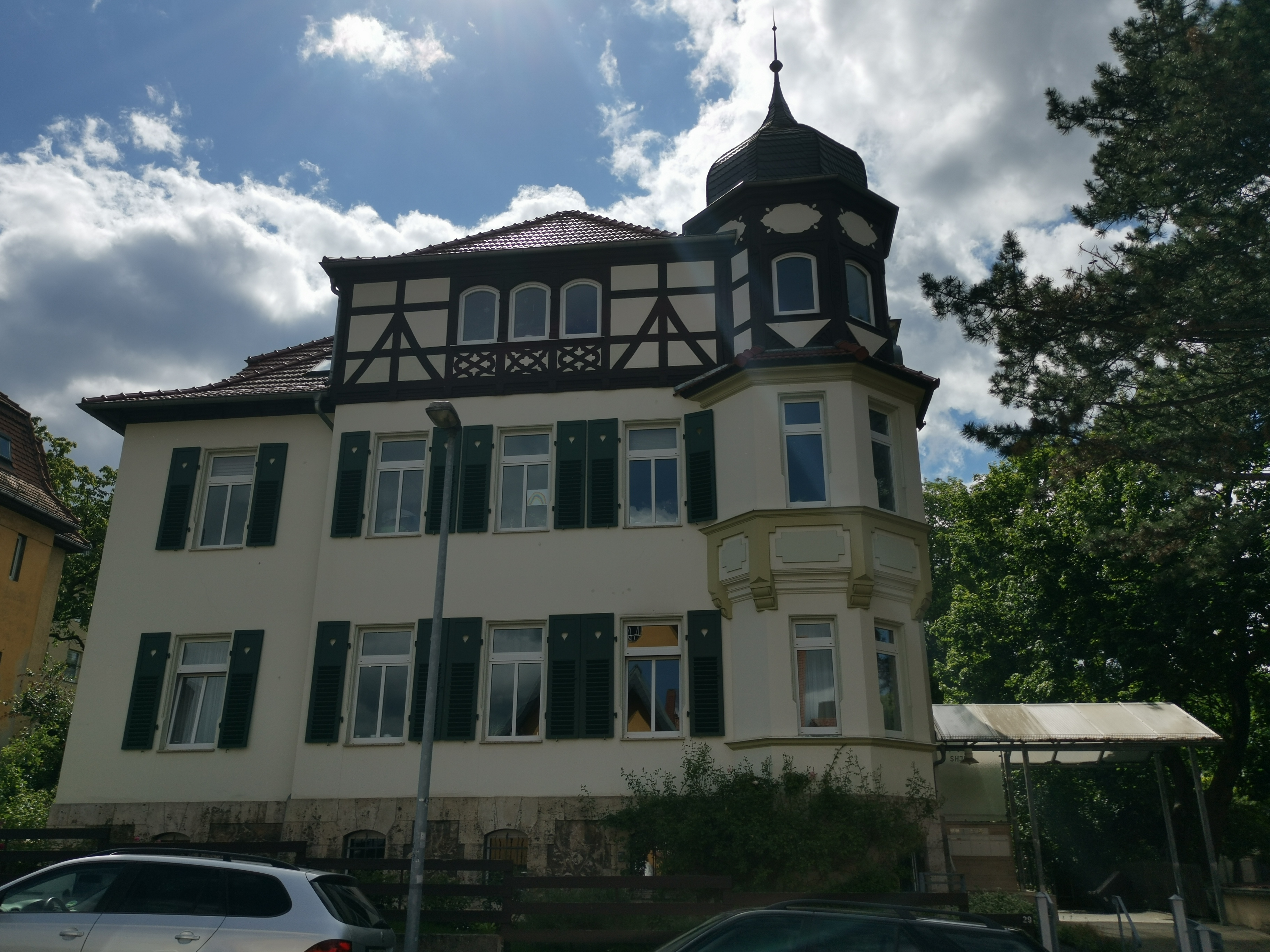
Scheidemantelsches Wohnhaus in der Brucknerstraße 29

Das Haus Brucknerstraße 29 in der Weimarer Westvorstadt ist das Wohnhaus zur ehemaligen Möbelfabrik Hermann Scheidemantel. Dieses steht unter Denkmalschutz.

## Geschichte
Das Mehrfamilienhaus ist ein Wohnhaus im späthistoristischen Landhausstil 1898/99 errichtet nach dem Entwurf von Rudolf Zapfe. Bauherr war der Hoftischler Friedrich Scheidemantel, der Sohn des Firmengründers Hermann Scheidemantel. Der Bau der Villa wie auch der benachbarten Möbelfabrik waren Folge einer wirtschaftlich prosperierenden Entwicklung der Firma. Im äußeren Erscheinungsbild verhält es sich harmonisch zum zeitgleich entstandenen Firmengebäude. Die große Wohnung im Obergeschoss war dem Seniorchef Hermann Scheidemantel (1833–1910) vorbehalten. Parterre waren Wohnungen für Mitarbeiter der Kunsttischlerei. 1913 wurde eine Veranda angebaut. Im Dach befand sich ein Zeichenatelier. Der mit Travertingestein verkleidete Sockelbereich der Villa kommt bedingt durch die Hanglage besonders zur Geltung. Das Gebäude war sonst aus zeittypischen verputztem Ziegelmauerwerk mit Fensterläden. Die vereinzelten Putzornamente am Erker sind relativ dezent. Stärker betont ist das Fachwerk des Dachgeschosses. mit der Turmhaube.
Hermann Scheidemantel war auch Vater des Goethe-Forschers Eduard Scheidemantel und des Opernsängers Karl Scheidemantel, die aber nicht in der Villa aufwuchsen.